# Tendéromètre
Un tendéromètre est un appareil de laboratoire permettant de mesurer l'« indice tendérométrique », c'est-à-dire la tendreté, de divers fruits et légumes, notamment des petits pois destinés à la conserverie ou à la surgélation. 
L'évaluation de l'indice tendérométrique consiste à mesurer, mécaniquement ou électroniquement, la force nécessaire pour écraser un volume donné du produit.
Cette mesure est utilisée par exemple pour fixer le prix payé par les industriels aux agriculteurs producteurs de petits pois. Sur une échelle variant de 74 à 140, le seuil recherché se situe au maximum à 110.